# Partido de la Justicia y el Desarrollo (Turquía)
El Partido de la Justicia y el Desarrollo (en turco: Adalet ve Kalkınma Partisi, abreviado como AKP o AK Parti) es un partido político turco de derecha con facciones de extrema derecha. Es el partido gobernante de Turquía desde 2002. Fuentes de terceros a menudo describen el partido como conservador nacional, conservador social, populista de derecha  y defensor del neootomanismo. En general, se considera que el partido es de derecha en el espectro político, aunque algunas fuentes lo han descrito como de extrema derecha desde 2011. Actualmente es el partido más grande dentro de la Gran Asamblea Nacional, con 272 diputados, por delante del principal partido de oposición, el socialdemócrata Partido Republicano del Pueblo (CHP).
Recep Tayyip Erdoğan ha sido presidente del Partido de Justicia y Desarrollo (AKP) desde el Congreso del Partido de 2017. El AKP es el partido más grande en la Gran Asamblea Nacional, la legislatura nacional turca, con 268 de los 600 escaños, habiendo obtenido el 35,6% de los votos en las elecciones parlamentarias de 2023. Forma la Alianza Popular con el Partido de Acción Nacionalista (MHP) de extrema derecha. El actual líder parlamentario del AKP es Abdullah Güler.
El AKP es el único partido en Turquía con una presencia significativa en todas las provincias del país. Desde el comienzo de la democracia multipartidista de Turquía en 1946, el Partido AK es el único partido que ha ganado siete elecciones parlamentarias consecutivas. El partido ha encabezado el gobierno nacional desde 2002 bajo Abdullah Gül (2002-2003), Recep Tayyip Erdoğan (2003-2014), Ahmet Davutoğlu (2014-2016), Binali Yıldırım (2016-2018) y Recep Tayyip Erdoğan (2018-presente). El gobierno del AKP se ha caracterizado por un creciente autoritarismo, expansionismo, censura y prohibición de otros partidos políticos y oposición hacia su gobierno.
El AKP ha dominado la política turca desde 2002. Es el sexto partido político más grande del mundo por miembros y el más grande del mundo fuera de India, China y Estados Unidos.

## Historia
El AKP es el partido de Recep Tayyip Erdoğan, primer ministro del país desde 2003 hasta 2014. Fue fundado en 2001 y ganó las elecciones generales de Turquía de 2002. Impulsó las medidas que llevaron a que la Comisión Europea, el 6 de octubre de 2004, diera el visto bueno a Turquía y aconsejara al Consejo iniciar las negociaciones para el ingreso del país en la Unión Europea (UE).
El Partido de la Justicia y el Desarrollo surgió de la escisión de varios miembros del Partido del Bienestar (Refah Partisi, RP), partido que mantuvo una breve coalición de gobierno en Turquía en 1996, entre ellos el presidente de Turquía Abdullah Gül y el primer ministro Erdoğan. En 2000 el Partido del Bienestar fue abolido por el estamento militar turco en su representación en el Consejo de Seguridad Nacional de Turquía, alegando que amenazaba la naturaleza secular de la República de Turquía. Una facción de miembros conservadores moderados de entre las filas del Partido del Bienestar, conocida como Yenilikçiler, o "Reformistas" fundó el Partido de la Justicia y el Desarrollo el 14 de agosto de 2001, en un intento por renovar e instaurar una política conservadora moderada dentro del marco democrático secular. Erdoğan, líder del AKP, señaló cuando el partido fue fundado que «el AKP no es un partido político que se fundamente en base religiosa alguna». Por lo anterior, se considera un partido que fue desarrollado a partir de la tradición del islamismo, pero que ha abandonado oficialmente esta ideología en favor de la democracia conservadora. Sin embargo, en los últimos años, el partido se ha vuelto más autoritario e iliberal, volviendo a sus posturas islámicas y elevando su euroescepticismo.

## Ideología y políticas
Aunque algunos medios describen al partido como un partido islamista, los funcionarios del partido rechazan esas afirmaciones.Según el exministro Hüseyin Çelik, "en la prensa occidental, cuando se nombra a la administración del AKP -el partido gobernante de la República Turca-, la mayoría de las veces se usa 'islámico', 'islamista', 'ligeramente islamista', 'de orientación islámica', 'de base islámica' o 'con una agenda islámica' y un lenguaje similar. Estas caracterizaciones no reflejan la verdad y nos entristecen". Çelik agregó: "El Partido AKP es un partido democrático conservador. El conservadurismo del Partido AKP se limita a cuestiones morales y sociales".También en un discurso separado hecho en 2005, el primer ministro Recep Tayyip Erdoğan declaró: "No somos un partido islámico, y también rechazamos etiquetas como musulmán-demócrata". Erdogan continuó diciendo que la agenda del Partido de Justicia y Desarrollo se limita a la "democracia conservadora".
Por otra parte, según al menos un observador (Mustafa Akyol), bajo el gobierno del AKP de Recep Tayyip Erdoğan, a partir de 2007, "cientos de oficiales secularistas y sus aliados civiles" fueron encarcelados, y en 2012 la "vieja guardia secularista" en puestos de autoridad fue reemplazada por miembros/simpatizantes del Partido AK y el movimiento islámico Gülen.El 25 de abril de 2016, el presidente del Parlamento turco, İsmail Kahraman, dijo en una conferencia de académicos y escritores islámicos en Estambul que "el secularismo no tendría cabida en una nueva constitución", ya que Turquía es "un país musulmán y, por lo tanto, deberíamos tener una constitución religiosa" (uno de los deberes del presidente del Parlamento es redactar un nuevo proyecto de constitución para Turquía).A partir de 2023, algunas fuentes definen al partido como "arraigado en el Islam político" y un "partido de raíces islamistas".
En los últimos años, la ideología del partido ha virado más hacia el nacionalismo turco,provocando que liberales como Ali Babacan y algunos conservadores como Ahmet Davutoğlu y Abdullah Gül abandonen el partido.Varios escritores también han etiquetado al partido como populista de derecha desde 2007.
La política exterior del partido también ha sido ampliamente descrita como neootomanista, una ideología que promueve un renovado compromiso político turco en los antiguos territorios de su estado predecesor, el Imperio Otomano. Sin embargo, la dirigencia del partido también ha rechazado esta etiqueta.La relación del partido con los Hermanos Musulmanes ha generado acusaciones de islamismo.
El AKP favorece un liderazgo centralizado fuerte, habiendo abogado durante mucho tiempo por un sistema presidencial de gobierno y reduciendo significativamente el número de cargos electos en el gobierno local en 2013.
El partido fue observador del Partido Popular Europeo de centroderecha entre 2005 y 2013 y miembro de la euroescéptica Alianza de Conservadores y Reformistas Europeos (ACRE) de 2013a 2018.

### Afiliación europea
En 2005, el partido obtuvo la condición de miembro observador del Partido Popular Europeo (PPE).

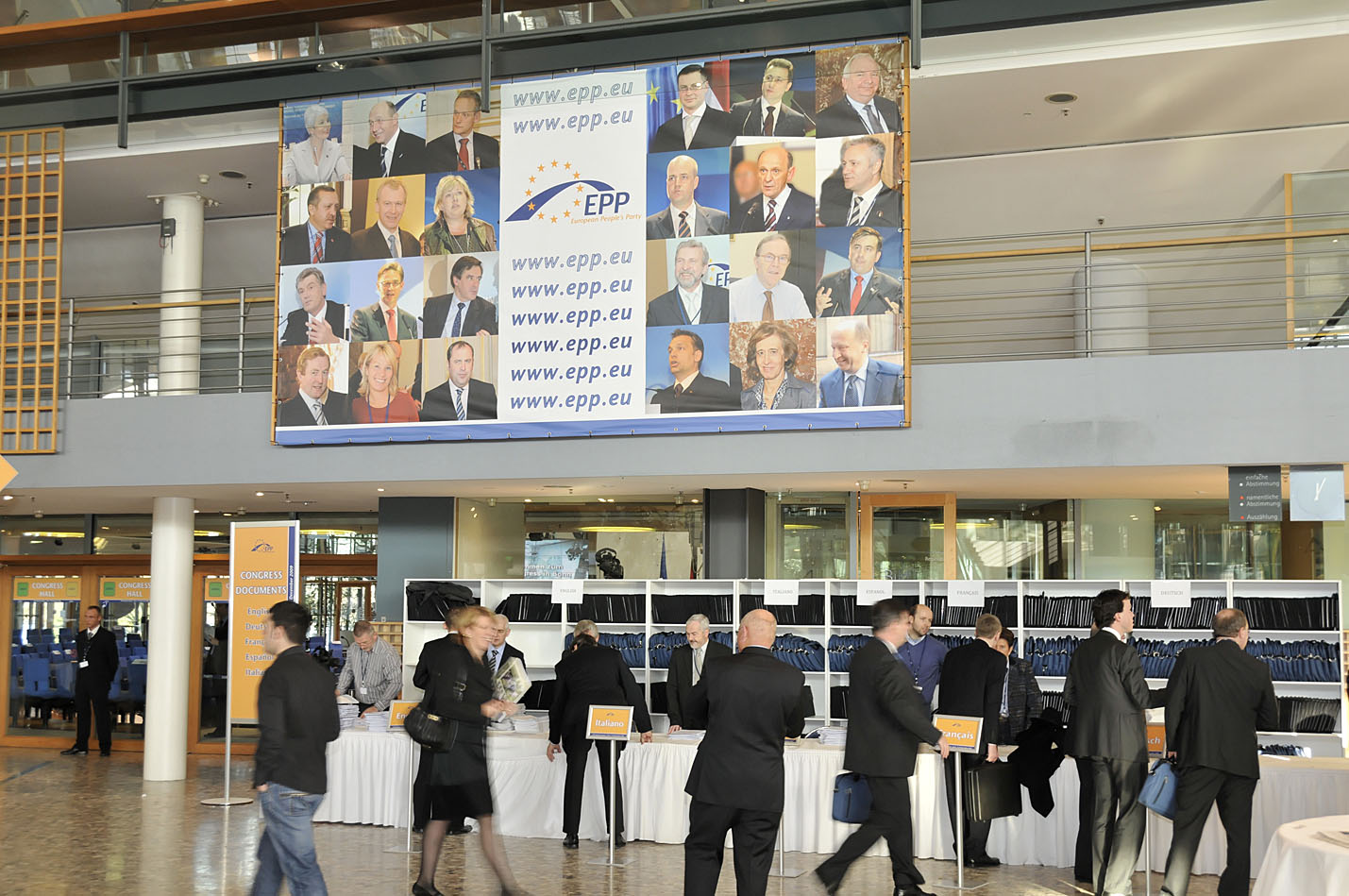
Fotografía de Erdogan entre otros líderes en el Congreso del Partido Popular Europeo en 2009

En noviembre de 2013, el partido abandonó el PPE para unirse a la Alianza de los Conservadores y Reformistas Europeos (ahora Partido de los Conservadores y Reformistas Europeos).Esta decisión se atribuyó a la decepción del Partido AK por no obtener la membresía plena en el PPE, mientras que fue admitido como miembro pleno de la AECR.Recibió críticas tanto en los discursos nacionales como europeos, ya que la fuerza impulsora de las aspiraciones de Turquía de convertirse en miembro de la Unión Europea decidió unirse a una alianza en gran medida euroescéptica, abandonando al más influyente PPE proeuropeo, alimentando las sospechas de que el AKP quiere unirse a una UE diluida, no estrechamente integrada.El AKP se retiró de la AECR en 2018.

### Legislación y posiciones
Entre 2002 y 2011, el partido aprobó una serie de reformas para aumentar la accesibilidad a la atención sanitaria y la vivienda, distribuir subsidios alimentarios, aumentar la financiación para los estudiantes, mejorar la infraestructura en los distritos más pobres y mejorar los derechos de las minorías religiosas y étnicas. El AKP también es ampliamente reconocido por superar la crisis económica turca de 2001 siguiendo las directrices del Fondo Monetario Internacional, así como por capear con éxito la crisis financiera de 2007-2008. Entre 2002 y 2011, la economía turca creció en promedio un 7,5 por ciento anual, gracias a la menor inflación y las tasas de interés. El gobierno del AKP también respaldó amplios programas de privatización. De hecho, el 88% de las privatizaciones en Turquía se llevaron a cabo bajo el gobierno del AKP.El ingreso promedio en Turquía aumentó de 2.800 dólares estadounidenses en 2001 a alrededor de 10.000 dólares estadounidenses en 2011, más alto que el ingreso en algunos de los nuevos Estados miembros de la UE. Otras reformas incluyeron el aumento de la representación civil sobre los militares en áreas de seguridad nacional, educación y medios de comunicación, y la concesión de derechos de radiodifusión y culturales a los kurdos. En Chipre, el AKP apoyó la unificación de Chipre, algo a lo que se oponía profundamente el Ejército Turco. Otras reformas del AKP incluyeron el levantamiento de las prohibiciones sobre la vestimenta religiosa y conservadora, como el pañuelo en la cabeza, en las universidades e instituciones públicas. El AKP también puso fin a la discriminación contra los estudiantes de las escuelas secundarias religiosas, que anteriormente tenían que cumplir criterios adicionales en áreas de educación y al ingresar a las universidades. El AKP también está acreditado por poner al ejército bajo el gobierno civil, un cambio de paradigma para un país que había experimentado una intromisión militar constante durante casi un siglo.
En 2013 estallaron protestas a nivel nacional contra el supuesto autoritarismo del AKP, y la respuesta del partido, percibida como de mano dura, recibió la condena occidental y estancó las negociaciones de adhesión a la UE, que alguna vez defendió el partido.Además de sus supuestos intentos de promover el islamismo, algunos acusan al partido de restringir algunas libertades civiles y el uso de Internet en Turquía, habiendo bloqueado temporalmente el acceso a Twitter y YouTube en marzo de 2014.Especialmente después del escándalo de corrupción gubernamental que involucró a varios ministros del AKP en 2013, el partido ha sido cada vez más acusado de capitalismo de amiguismo.El AKP favorece un liderazgo centralizado fuerte, habiendo abogado durante mucho tiempo por un sistema presidencial de gobierno y reduciendo significativamente el número de cargos electos en el gobierno local en 2013.

## Resultados electorales

### Elecciones generales
| Elecciones   | Líder                | # de escaños | ±- | # de votos | % de votos |
| ------------ | -------------------- | ------------ | -- | ---------- | ---------- |
| 2002         | Recep Tayyip Erdoğan | 363/550      |    | 10.808.229 | 34,28%     |
| 2007         | Recep Tayyip Erdoğan | 341/550      | 22 | 16.327.291 | 46,58%     |
| 2011         | Recep Tayyip Erdoğan | 327/550      | 14 | 21.399.082 | 49,83%     |
| 2015 (junio) | Ahmet Davutoğlu      | 258/550      | 69 | 18.867.411 | 40,87%     |
| 2015 (nov.)  | Ahmet Davutoğlu      | 317/550      | 59 | 23.681.926 | 49,50%     |
| 2018         | Recep Tayyip Erdoğan | 295/600      | 22 | 21.338.693 | 42,56%     |
| 2023         | Recep Tayyip Erdoğan | 268/600      | 27 | 19.387.412 | 35,61%     |